# Rajmund Kanelba

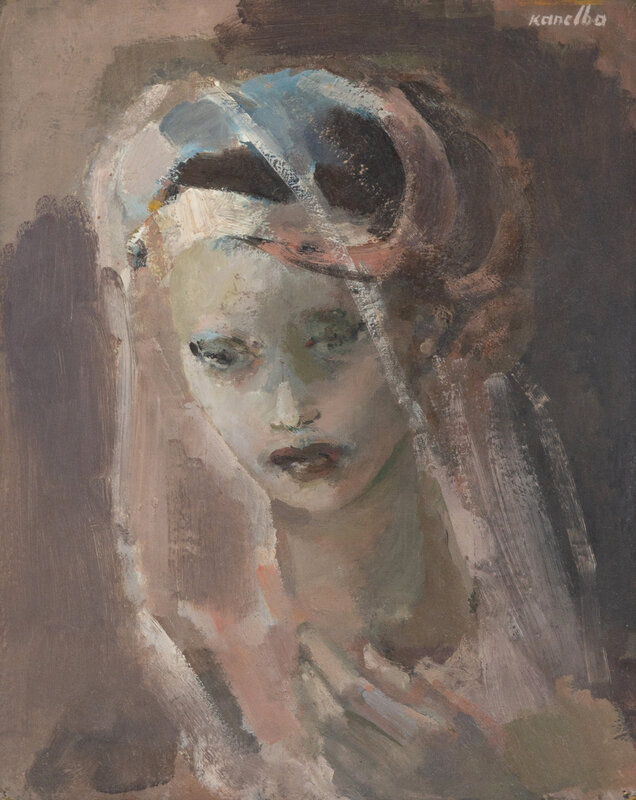
Portret młodej kobiety - Rajmund Kanelba

Rajmund Kanelba wł. Rajmund Kanelbaum (ur. 1897 w Warszawie, zm. ok. 18 sierpnia 1960 w Londynie) – polski malarz.

## Życiorys
Studiował malarstwo w warszawskiej Szkole Sztuk Pięknych pod kierunkiem Stanisława Lentza i Tadeusza Pruszkowskiego. Naukę kontynuował w Wiedniu i Paryżu. Powrócił do kraju w 1924 i zamieszkał w Warszawie, dwa lata później na stałe opuścił kraj. Zamieszkał w Paryżu, gdzie nawiązał relacje artystyczne ze środowiskiem Montparnasse, należał do Cercle des Artistes Polonais. Znane są jego dobre relacje z innym polskim twórcą Romanem Kramsztykiem. W 1927 wyjechał na plener do Pont-Aven, od 1928 zaangażował się w działalność istniejącej w Paryżu Grupy Artystów Polskich. W 1932 współpracował z działającym w Polsce stowarzyszeniem Nowa Generacja, w 1933 odwiedził Warszawę. W 1936 przebywał w Londynie, od 1937 lub 1938 przebywał w USA, najprawdopodobniej na Florydzie. Od 1939 przebywał w Londynie, ale w 1943 odnotowano, że został zaliczony do artystów polskich tworzących w USA. Od 1956 przebywał w Paryżu, Londynie oraz w Nowym Jorku.
W 1955 roku malarz odbył podróż do Anglii, gdzie wykonał najważniejsze zlecenie w swojej karierze – na życzenie Pułku Grenadierów sportretował królową Elżbietę II.
Silny wpływ na jego malarstwo miał nurt École de Paris. Malował wizerunki kobiet (za co szczególnie był ceniony), kwiaty, wnętrza, widoki ulic. Część prac podpisywał jako Raymond Kanelba.

## Udział w wystawach

### Wystawy indywidualne
- Paryż 1928 (Salon de 1′Escalier, Galerie Bernheim, Galerie Zborowski), 1932, 1933;
- Berlin 1932 lub 1931 (Galerie Victor Hartberg);
- Warszawa 1932;
- Łódź 1933;
- Londyn 1936, 1941;
- Nowy Jork 1937, 1947, 1952 (Gallery Hammer), 1958 i 1961 (pośmiertna);
- Edynburg 1942, 1944;
- Glasgow 1943.

### Wystawy zbiorowe (wybrane)
- Warszawa 1924, 1931—1934;
- Poznań 1929;
- Lwów 1932;
- Paryż: Salon d’Automne (1925-1930, 1936,” 1948), Salon des Independants (1926-1928), Salon des Tuileries (1927-1930, 1932, 1936, 1938), Galerie Bernheim (1927, Groupe des Peintres Contemporains), Au Sacre du Printemps (1927) oraz 1929, 1935;
- Bordeaux 1927 (Exposition Internationale des Beaux Arts);
- Bruksela 1928;
- Nowy Jork 1933;
- Londyn 1942, 1950;

Ponadto wystawy w Edynburgu, Chicago, Filadelfii, na Florydzie.